# 志怪小説
志怪小説（しかいしょうせつ）は、主に六朝時代の中国で書かれた奇怪な話のことで、同時期の志人小説（しじんしょうせつ）とともに後の小説の原型となり、作風は唐代の伝奇小説に引き継がれた。「志」は「誌」と同じで志怪は「怪を記す」の意味。小説の一ジャンルとして、六朝から清にいたるまで、おびただしい数の奇談怪談が書かれた。

## 発生と伝承
中国において古代から歴史書の編纂は重要な仕事とされて盛んに行われたが、市井の噂話や無名人の出来事、不思議な話などはそこには記載されることは稀で、それらは口伝えに伝えられるものとなっていた。秦・漢などの宮廷では、優倡、俳優といった娯楽のための職業人がおり、芸能とともに民間の話題をすることもあった。後漢末になると、曹丕が奇怪な話を集めた『列異伝』を編したと伝えられ、六朝の東晋では干宝『捜神記』を著した。これらは志怪小説と呼ばれ、民間説話が数多く含まれている。
一方で、劉宋の劉義慶は古今の人物の逸話を集めた『世説』を著し、20世紀になってこのような作品を志人小説と呼ぶようになった。これらのあと六朝時代以降、多数の志怪小説、志人小説が書かれた。
この発生の背景には、魏・晋以後に「竹林の七賢」に象徴される知識階級の人々が集まって談論する清談の風潮があり、その哲学的議論の中での、宇宙の神秘や人間存在の根源といった話題に、奇怪な出来事は例証として提供された。またこの時代当時の政治的動乱を、流行していた五行説に基づいて解釈したり、仏教や道教の思想の浸透に伴って、輪廻転生の物語や、仙人や道士の術の話題が広められており、仏教、道教の信者は志怪小説の形式で書物を作り出した。六朝末期には、仏教を媒介として伝わったインド説話を元にしたと思われる作品もある。
これらの志怪小説、志人小説は、見聞きした話をそのまま書きとめたもので、素朴な文体で、長さも短かったが、唐代の伝奇小説では著者の創作や情景描写が大きな位置を占めるようになった。
宋代にも伝奇小説が書き継がれたが、過去の史料の収集という観点で志怪回帰的な作品も生まれ、洪邁 『夷堅志』などがある。
六朝時代の原本は現代にはまったく残っていない。これらは宋代に太宗が命じて編纂した『太平広記』で収集されて残った。また唐代にかけて作られた類書である『芸文類聚』『北堂書鈔』『初学記』などに、志怪小説、志人小説からの採録がある。『太平広記』と同時期の類書『太平御覧』にも志怪・志人小説からの部分転載が多い。南宋の曽慥 『類説』や、明の陶宗儀 『説郛』でも収集され、明・清には志怪や伝奇が叢書の形で『五朝小説』『唐人説薈』『竜威秘書』『秘書二十一種』などが印刷出版され、日本でも江戸時代以降に広く読まれた。中でも明の顧元慶（中国語版）『顧氏分房小説』、毛晋『津逮秘書』（清代に『学津討原』に改訂）が後年にも刊行されている。ただしこれらのテキストは、原本のままでなく後人の手が加えられている可能性が高い。

## 小説史での位置付け
『荘子』では、つまらぬ説、些末な議論といったものを「小説」と呼び、後漢の班固は『漢書』の「芸文志」で諸子百家の分類で思想的でない「街談巷語、道聴途説」（噂話や立ち話程度）の著作者を「小説家」とした。その後数が増え、雑多になっていた小説類を明の胡応麟が六類に分けた。その一つに志怪があり、『捜神記』、『述異記』、『宣室志』、『酉陽雑俎』などが挙げられている。この後裔として六朝時代に志人小説を小説と呼び、唐宋時代に志怪のことを志怪小説と呼ぶようになった。この経緯から、『列異伝』は成立に不明の点もあるため、『捜神記』が現代的な意味での中国小説の祖とされる。
ただし荘子や班固の「小説」は議論のあるものを指しているが、志怪小説、志人小説は、面白い話ではあるが作者の主張は含まれないことが多い。志怪小説や伝奇小説は文語で書かれた文言小説であるが、宋から明の時代にかけてはこれらを元にした語り物も発展し、やがて白話（口語）で書かれた『水滸伝』『金瓶梅』などの通俗小説へと続いていく。

## 代表的な作品
- 『列異伝』 曹丕（魏の文帝） 作として伝えられるが断簡が残存するのみ。現存するものには後人の作品が混入しており、成立の経緯は不明。[17]
- 『捜神記』 東晋の干宝 作。
- 『捜神後記』 東晋の陶潜 作。『桃花源記』が含まれる故に陶潜（陶淵明）作とされることが多いが、決め手とはなっていない[18]。
- 『異苑』 宋の劉敬叔（中国語版）作。劉は江蘇省銅山の人で、東晋の劉毅、劉裕に仕えた。[19]
- 『述異記』 斉の祖沖之 作。同題の任昉作の書は地理書的傾向の作品であるが、しばしば混同された[20]。
- 『漢武故事（中国語版）』 作者不詳。班固の作として伝えられて来たが、六朝人の偽作と見られる志人小説。[21]
- 『夷堅志』 南宋の洪邁 編。420巻の大部だったが、玉石混交であったためか一部しか残存していない[22]。
- 『聊斎志異』 清の蒲松齢作。清代の志怪回帰的作品集[23]。
- 『閲微草堂筆記』 清の紀昀作の志怪回帰的作品集[23]。
- 『子不語』 清の袁枚作の志怪回帰的作品集[23]。

## 注・出典
1. 1 2  中国の怪奇小説 （その壱） 蔭山達弥 、Gaidai bibliotheca : 図書館報（177）中国のほんの話（37）（京都外国語大学 2007-07-09） p.13
2. ↑  佐野誠子『怪を志す 六朝志怪の誕生と展開』2020年 名古屋大学出版会 1頁。 ISBN 978-4815809836。
3. ↑   中国古典小説選２. 明治書院. (2006年11月25日)
4. ↑  『世説』を改編した『世説新語』が残存している。
5. ↑   魯迅評論集. 岩波文庫. (1981)
6. ↑   中国古典小説選７. 明治書院. (2007年03月20日)
7. ↑   太平御覧　全4. 中華書局. (2016)
8. ↑  孫作明 (1889). “滄螺集”. 粟香室叢書 6巻.
9. ↑   明汲古閣本十三経注疏 全４０冊. 文物出版社. (2015年02月)
10. ↑  日本語訳は、竹田晃 訳『捜神記』がある。 平凡社：東洋文庫、1964年 ISBN 978-4256180105。平凡社ライブラリー、2000年 ISBN 978-4582763225 。
11. ↑  魯迅 著 中島長文 訳注 『中国小説史略 1』東洋文庫 618 平凡社 1997年 p.25 。
12. ↑  日本語訳は、前野直彬 編訳『中国古典文学大系24 六朝・唐・宋小説選』1968年 平凡社 ISBN 978-4582312249 。
13. ↑  前野直彬 編訳『中国古典文学大系』 24、p.456 。
14. ↑  文言小説とは、宋代以後の中国小説史の上で、大きな比重を占めてはいなかったために、形態名が与えられていなかったこの分野に対し、前野直彬が仮に付けた呼称である。平凡社 中国古典文学大系 42 『閲微草堂筆記 ; 子不語 ; 述異記 ; 秋燈叢話 ; 諧鐸 ; 耳食録』 1971年 。ISBN 978-4582312423 。解説 p.503 。
15. ↑   中国古典文学大系40、41「柳斎志異」. 平凡社. (1970-71年)
16. ↑   中国古典文学大系42「閲微草堂筆記」. 平凡社. (1971年)
17. ↑  前野直彬 編訳『中国古典文学大系 24、p.455 。
18. ↑  前野直彬 編訳『中国古典文学大系 24、p.468-469 。同書 p.3-39 に日本語訳。
19. ↑  日本語訳は、前野直彬 編訳『中国古典文学大系 24 p.39-72 がある。 中国語版ウィキソースに本記事に関連した原文があります：異苑
20. ↑  前野直彬 編訳『中国古典文学大系 24、p.469-470 。同書 p.72-85 に日本語訳。
21. ↑  前野直彬 編訳『中国古典文学大系 24、p.470 。同書 p.86-100 に日本語訳。 中国語版ウィキソースに本記事に関連した原文があります：漢武故事
22. ↑  前野直彬 編訳『中国古典文学大系 24、p.462 。
23. 1 2 3  これらは清代の作品であり、正しくは「志怪小説」ではなく、魯迅のいう「清之擬晉唐小說及其支流」である。（『中国小説史略』第22篇 の標題） ウィキソースには、中國小說史略/第二十二篇の原文があります。